# Guyra
Guyra is een plaats in de Australische deelstaat New South Wales en telt 1725 inwoners (2006).